# Wydział Filozoficzno-Historyczny Uniwersytetu Łódzkiego
Wydział Filozoficzno-Historyczny Uniwersytetu Łódzkiego – jeden z dwunastu wydziałów Uniwersytetu Łódzkiego. Jego siedziba znajduje się przy ul. Kamińskiego 27a w Łodzi.

## Władze Wydziału
W kadencji 2024–2028:
| Stanowisko                                                                         | Imię i nazwisko                     |
| ---------------------------------------------------------------------------------- | ----------------------------------- |
| Dziekan                                                                            | dr hab. Marek Gensler               |
| Prodziekan ds. Nauki i Finansów                                                    | dr hab. Paweł Filipczak             |
| Prodziekan ds. Współpracy z Zagranicą                                              | dr hab. Adrianna Szczerba           |
| Prodziekan ds. Studenckich: studiów stacjonarnych, niestacjonarnych, podyplomowych | dr hab. Agnieszka Gralińska-Toborek |
| Prodziekan ds. Jakości Kształcenia                                                 | dr Sebastian Latocha                |

## Struktura

### Instytut Archeologii
Dyrektor: prof. dr hab. Anna Marciniak-Kajzer
- Katedra Archeologii Historycznej i Bronioznactwa
- Katedra Prahistorii
- Pracownia Datowania Luminescencyjnego i Konserwacji Zabytków
- Stacja Archeologiczna w Białych Błotach

### Instytut Etnologii i Antropologii Kulturowej
Dyrektor: dr hab. Inga Kuźma
- Zakład Antropologii Kulturowej
- Zakład Teorii i Badania Kultury Współczesnej
- Pracownia Antropologii Praktycznej
- Etnograficzne Archiwum im. Bronisławy Kopczyńskiej-Jaworskiej

### Instytut Filozofii
Dyrektor: dr hab. Janusz Maciaszek
- Katedra Etyki
- Katedra Filozofii Współczesnej
- Katedra Historii Filozofii
- Katedra Logiki i Metodologii Nauk

### Instytut Historii
Dyrektor: dr hab. Anna Kowalska-Pietrzak
- Archiwum Sybiraków
- Centrum Badań Żydowskich
- Katedra Historii Bizancjum
- Katedra Historii Historiografii i Nauk Pomocniczych Historii
- Katedra Historii Nowożytnej
- Katedra Historii Polski Najnowszej
- Katedra Historii Polski XIX w.
- Katedra Historii Polski i Świata po 1945 r.
- Katedra Historii Powszechnej Najnowszej
- Katedra Historii Średniowiecznej
- Pracownia Dydaktyki i Technologii Informacyjnej

### Instytut Historii Sztuki
Dyrektor: dr hab. Piotr Gryglewski
- Katedra Historii Architektury
- Katedra Historii Malarstwa i Rzeźby

## Kierunki studiów
- historia
- historia sztuki
- filozofia
- etnologia
- archeologia
- regionalistyka kulturowa
- okcydentalistyka
- religioznawstwo
- wojskoznawstwo

## Dziekani Wydziału Filozoficzno-Historycznego
1. 1951–1954 – prof. dr hab. Bohdan Baranowski
2. 1954–1955 – prof. dr hab. Gryzelda Missalowa
3. 1955–1956 – prof. dr Mieczysław Wallis
4. 1956–1960 – prof. dr hab. Stanisław Zajączkowski
5. 1960–1964 – prof. dr hab. Bohdan Baranowski
6. 1964–1966 – prof. dr Leon T. Błaszczyk
7. 1966–1968 – prof. dr hab. Stefan Amsterdamski
8. 1968–1970 – dr Bogumił Zwolski
9. 1970–1972 – prof. dr Karol Kotłowski
10. 1972–1975 – prof. dr hab. Bohdan Baranowski
11. 1975–1981 – prof. dr hab. Waldemar Michowicz
12. 1981–1984 – dr hab. Jan Gregorowicz
13. 1984–1987 – prof. dr hab. Zofia Libiszowska
14. 1987–1990 – prof. dr hab. Alina Barszczewska-Krupa
15. 1990–1996 – prof. dr hab. Wiesław Puś
16. 1996–2002 – prof. dr hab. Jan Szymczak
17. 2002      – prof. dr hab. Barbara Tuchańska (p.o.)
18. 2002–2008 – dr hab. Stefan Pytlas
19. 2008–2016 – prof. dr hab. Zbigniew Anusik
20. 2016–2024 – prof. dr hab. Maciej Kokoszko
21. od 2024 – dr hab. Marek Gensler